# Gê (político)
Geraldo Teotônio da Silva, mais conhecido como Gê (Garanhuns, 5 de julho de 1965), é um comerciante e político brasileiro, atualmente filiado ao Republicanos. Serviu como prefeito de Jandira entre 2013 e 2016.

## Biografia
Nascido em Garanhuns, Geraldo Teotônio da Silva migrou com sua família para Jandira ainda criança. Após concluir o Ensino Médio, filiou-se ao Partido dos Trabalhadores no final da década de 1980. Nas eleições de 1992, foi eleito vereador pela primeira vez. Nas quatro eleições seguintes, Gê foi reeleito, sendo que durante a gestão do ex-prefeito Paulo Barjud (PT), foi nomeado para compor o secretariado de seu 1.º mandato, iniciado em 2001 e concluído em 2004.
Entre 2007 e 2008, ocupou a presidência da Câmara Municipal de Jandira. Ficou conhecido nacionalmente após ter sido condenado junto com os demais vereadores da 10.ª Legislatura a devolver recursos usados para uma excessiva aquisição de combustíveis. Posteriormente acabou absolvido, assim como os demais vereadores.
Após ser derrotado na disputa interna pelo comando diretório local do PT, Gê deixa o partido e migra para o Partido Verde. Nas eleições de 2012, lançou-se candidato a prefeito e venceu a disputa ao obter 22 447 votos (45,88% dos votos válidos).

## Carreira política

### Prefeito de Jandira
O mandato de Gê foi conturbado, com denúncias de corrupção envolvendo o Hospital Municipal. A Câmara Municipal chegou a votar um pedido de afastamento, mas Gê acabou absolvido. O desgaste político causado por essas denúncias, entretanto, fez com que renunciasse à sua candidatura à reeleição, passando apoiar o ex-vereador Julinho, que acabou derrotado por Paulo Barufi (PTB) nas eleições de 2016.
Ainda assim, foram realizadas algumas obras, como a reforma dos terminais de ônibus Central (aberto em 1986), do Jardim Nossa Senhora de Fátima (aberto em 2002), da Área de Lazer do Trabalhador (aberta em 1978), entre outras.

### Desempenho eleitoral
| Ano  | Eleição               | Coligação                                                                                 | Partido      | Candidato a       | Votos  | Resultado  |
| ---- | --------------------- | ----------------------------------------------------------------------------------------- | ------------ | ----------------- | ------ | ---------- |
| 1992 | Municipal de Jandira  | sem coligação                                                                             | PT           | Vereador          | 336    | Eleito     |
| 1996 | Municipal de Jandira  | sem coligação                                                                             | PT           | Vereador          | 708    | Eleito     |
| 2000 | Municipal de Jandira  | sem coligação                                                                             | PT           | Vereador          | 1 040  | Eleito     |
| 2004 | Municipal de Jandira  | sem coligação                                                                             | PT           | Vereador          | 1 267  | Eleito     |
| 2006 | Estadual de São Paulo | Melhor pra São Paulo (PT, PCdoB, PL, PRB)                                                 | PT           | Deputado estadual | 12 987 | Não eleito |
| 2008 | Municipal de Jandira  | Jandira Seguindo em Frente (PT, PV, PRB, PP, PSC, PR, PSDC, PRTB, PHS, PTC, PCdoB, PTdoB) | PT           | Vereador          | 2 189  | Eleito     |
| 2012 | Municipal de Jandira  | Por amor a Jandira (PV, PPL, PSD)                                                         | PV           | Prefeito          | 22 447 | Eleito     |
| 2020 | Municipal de Jandira  | sem coligação                                                                             | Republicanos | Vereador          | 308    | Não eleito |